# Aziz Bekkaoui
Aziz Bekkaoui (Berkane (Marokko), 6 juni 1969) is een Nederlands modeontwerper.

## Carrière
Bekkaoui kwam op 6-jarige leeftijd vanuit Marokko naar Nederland. Hij volgde de opleiding modevormgeving van de Hogeschool voor de Kunsten in Arnhem en studeerde daar in 1995 af. Het jaar daarop won hij de modeprijs in Hyeres en werden zijn ontwerpen getoond als voorprogramma bij de modeshow van Paco Rabanne. Vervolgens is Bekkaoui zich gaan toeleggen op het eigen label AZIZ en verkooppunten.
Niet eerder dan 2014 nam Bekkaoui deel aan de Amsterdam Fashion Week. In 2015 verzorgde Bekkaoui de opening van deze week. Bekkaoui organiseerde in 2014 de tentoonstelling Reflect in Wow.

## Prijzen
- 1996 Hyères prijs beste damescollectie[5]
- 2007 winnaar Amsterdamprijs[6]
- 2014 finale Dutch Design Awards[7]